# 青鰧
青鰧（学名：Gnathagnus elongatus）为輻鰭魚綱鱸形目瞻星魚科的其中一種，俗名铜锣乖、铜锣槌、乖鱼。

## 分布
本魚分布于印度西太平洋區，包括朝鲜半島、日本、臺灣、香港、印尼、菲律賓以及中国沿海等，属于近海暖温性鱼类。该物种的模式产地在日本。

## 深度
水深35至440公尺。

## 特徵
本魚體延長，前端稍平扁，向後漸漸側扁。頭短，且寬而平扁，似四角形，前端圓鈍。背鰭單一，呼吸瓣不發達。鱗片排列不整齊。鰓蓋後緣平滑不呈流蘇狀。體呈青灰色，上半部密布褐色小點。背鰭軟條13至14枚；臀鰭軟條16至18枚。體長可達30公分。

## 經濟利用
味劣，不具食用價值，可作為觀賞魚。